# Lena Hall

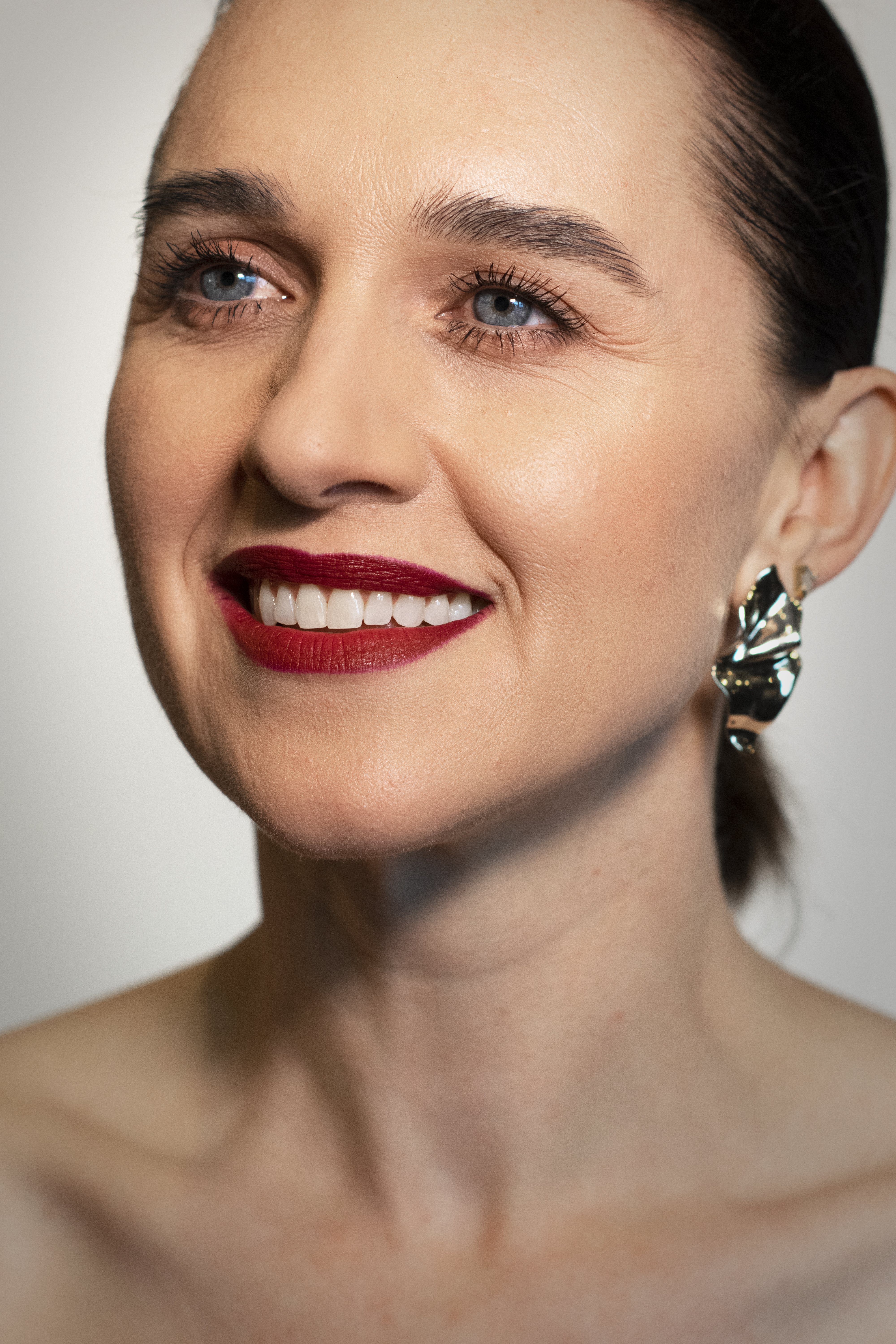
Lena Hall, 2022

Lena Hall (* 30. Januar 1980 in San Francisco, Kalifornien als Celina Consuela Gabriella Carvajal) ist eine US-amerikanische Schauspielerin und Sängerin.

## Leben und Karriere
Lena Hall wurde als eine von zwei Töchtern von Carlos und Carolyn Carvajal in San Francisco geboren. Ihr Vater war Balletttänzer, Choreograph und künstlerischer Leiter bei den San Francisco Ethnic Dance Festival, während ihre Mutter nach ihrer Ballettkarriere nun Yogalehrerin ist. Hall hat philippinische, spanische und schwedische Wurzeln, dabei ist ihr Großvater Philippiner und ihre Großmutter Schwedin. Sie studierte Tanz an der Ruth Asawa School of Arts in San Francisco. Im Alter von sieben Jahren sang sie in ihrer Geburtsstadt für den ehemaligen katholischen Papst Johannes Paul II. vor 50.000 Menschen. 2013 änderte sie ihren Künstlernamen von Celina Carvajal in Lena Hall. Laut eigener Aussage wolle sie diesen Namen sowohl für ihre Musik- als auch für ihre Schauspielkarriere verwenden.
2014 gewann Hall auf dem Broadway, wo sie ihre größte Zeit dem Schauspielen widmet, einen Tony Award und war 2015 für einen Grammy nominiert.
Hall spielte kleinere Rollen in Filmen wie Sex and the City oder The Graduates. Einem größeren Publikum wurde sie als Miss Audrey in der TNT Serie Snowpiercer bekannt.

## Filmografie (Auswahl)
- 2008: Sex and the City – Der Film (Sex and the City)
- 2008: All My Children (Fernsehserie, 9 Episoden)
- 2008: The Graduates
- 2008: Natürlich blond (Musical, 5 Episoden)
- 2009: Born from the Foot
- 2014: Russian Broadway Shut Down (Kurzfilm)
- 2015: BoJack Horseman (Fernsehserie, Stimme, eine Episode)
- 2015: Good Girls Revolt (Fernsehserie, eine Episode)
- 2015–2024: Nature Cat (Fernsehserie, Stimme)
- 2016: Girls (Fernsehserie, eine Episode)
- 2020–2022: Snowpiercer (Fernsehserie)
- 2024: Evil (Fernsehserie, 1 Episode)
- 2025: Your Friends & Neighbors

## Auszeichnungen (Auswahl)
| Jahr | Award                                  | Kategorie                                | Werk                      | Ergebnis  | Ref.   |
| ---- | -------------------------------------- | ---------------------------------------- | ------------------------- | --------- | ------ |
| 2008 | NYMF Excellence Awards                 | hervorragende individuelle Leistung      | Bedbugs !!!               | Gewonnen  | [ 6 ]  |
| 2014 | Tony Awards                            | Beste Nebendarstellerin in einem Musical | Hedwig and the Angry Inch | Gewonnen  | [ 7 ]  |
| 2014 | Drama League Award                     | ausgezeichnete Leistung                  | Hedwig and the Angry Inch | Nominiert | [ 8 ]  |
| 2014 | Broadway.com Audience Awards           | Lieblingsschauspielerin in einem Musical | Hedwig and the Angry Inch | Nominiert | [ 9 ]  |
| 2015 | Grammy Awards                          | Bestes Musicaltheater Album              | Hedwig and the Angry Inch | Nominiert | [ 10 ] |
| 2017 | Los Angeles Drama Critics Circle Award | vorgestellte Leistung                    | Hedwig and the Angry Inch | Nominiert | [ 11 ] |